# اضطهاد مسلمي الدولة العثمانية
اضطهاد ومذابح المسلمين خلال الانكماش العثماني أو مجازر الأتراك المسلمين أو المذبحة التركية (المجزرة - الأعمال الوحشية) جرت خلال أفول الدولة العثمانية ثم انهيارها وسقوطها، حيث وجد السكان المسلمون (من الأتراك العثمانيون والألبان والبوشناق والصرب والمسلمون اليونانيون [الإنجليزية] والبوماق والشركس) من الذين عاشوا في مناطق خاضعة سابقًا للسيطرة العثمانية أنفسهم أقلية مضطهدة بعد إعادة ترسيم الحدود. فتعرضوا لمصادرة أراضيهم والمذابح وحتى التطهير العرقي، بعدما كانوا يتمتعون بوضع أقلية مميزة في ظل الهيمنة العثمانية. وصرح جاستن مكارثي أن معظم المتضررين من الأحداث يتحدثون التركية.
شهد القرن التاسع عشر صعود القوميات في البلقان بالتزامن مع تراجع القوة العثمانية، مما أدى إلى استقلال اليونان وصربيا في عشرينيات وثلاثينيات القرن التاسع عشر. ثم توسعت الإمبراطورية الروسية على حساب مناطق خاضعة أو متحالفة مع العثمانيين في القوقاز ومنطقة البحر الأسود خلال الحرب الروسية العثمانية (1877–1878). وكذلك بلغاريا ورومانيا خلال حروب البلقان، فخلقت تلك الصراعات أعدادًا كبيرة من اللاجئين المسلمين. ثم استؤنف اضطهاد المسلمين في الحرب العالمية الأولى من قبل القوات الروسية الغازية في الشرق، وتمرد العصابات الأرمنية، واحتلال اليونان للأناضول أثناء حرب الاستقلال التركية في غرب وشرق وجنوب الأناضول من اليونانيين والأرمن. بعد الحرب اليونانية التركية حدث تبادل سكاني بين اليونان وتركيا، وغادر معظم مسلمي اليونان. خلال هذه الأوقات استقر العديد من اللاجئين المسلمين (وسموا المهاجرين) في تركيا.
ذكر مايكل مان في تقرير مؤسسة كارنيجي لسنة 1914 أن تلك الأعمال وصفت بأنها تطهير عرقي قاتل على نطاق واسع لم يسبق له مثيل في أوروبا. تشير التقديرات إلى أن 4.4 مليون مسلم عاشوا في المناطق الخاضعة للسيطرة العثمانية في البلقان في مطلع القرن العشرين. ووفقًا لماريا تودوروفا فقد غادر أكثر من مليون مسلم البلقان في الثلاثين عامًا الأخيرة من القرن التاسع عشر. بين عامي 1912 و 1926 قُتل ما يقرب من 2.9 مليون مسلم أو أجبروا على الهجرة إلى تركيا. تشير التقديرات إلى أن 2.5 مليون مسلم ماتوا في الأناضول خلال الحرب العالمية الأولى وحرب الاستقلال التركية.
كما أن هناك مجازر ارتكبتها العصابات الأرمنية في القوقاز أواخر القرن التاسع عشر وبداية القرن العشرين. وهناك معلومات مختلفة عن الخسائر في هذه الفترة من مصادر مختلفة. بينما يذكر جاستن مكارثي أن 260 ألف شخص اختفوا في الحرب الروسية العثمانية، فقد قال كمال كربات أن 300 ألف شخص قتلوا. استمرت الحركات الأرمنية المعادية للمسلمين الأتراك في المنطقة في بداية القرن العشرين وأثناء الحرب العالمية الأولى وشُنّت هجمات على القرى.

## حركات الاستقلال اليونانية
قام الجنود اليونانيون خلال حرب الاستقلال اليونانية بمجازر بحق الأتراك والألبان في المنطقة. وعمل كلا الطرفين في هذه الحرب على قتل بعضهم البعض. وقد أعلنت بعض المناطق اليونانية قضائها على جميع الأتراك الموجودين فيها. وشرع جانب آخر من اليونانيين بمهاجمة السفن التركية على الشواطئ اليونانية، وقتل من فيها من الأتراك. وقد أشار المؤرخ وليام اوجدن نيلس أنه تم قتل 3000 شخص من هؤلاء في شهر أغسطس من عام 1821م.

### بيلوبونيز

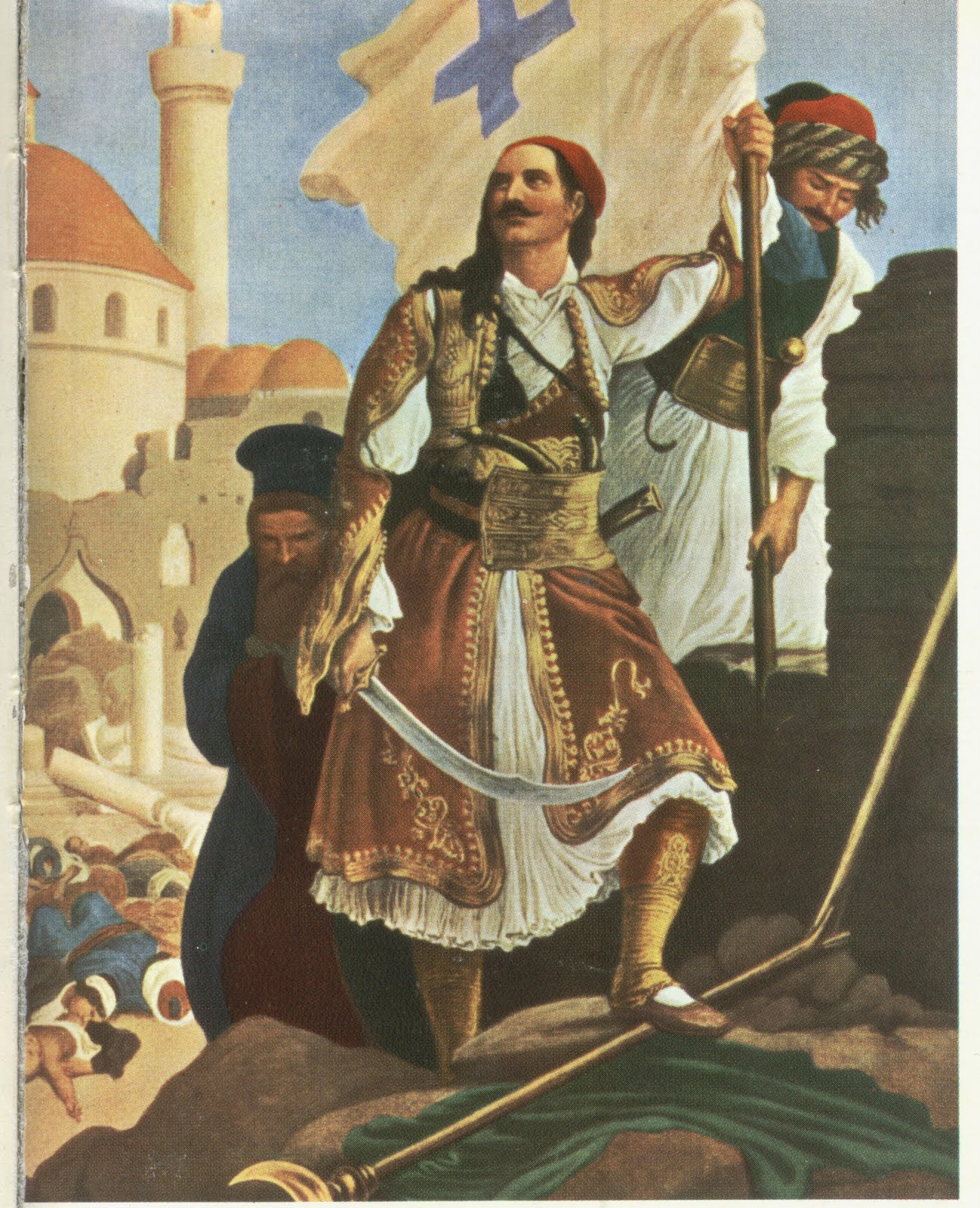
يظهر بالصورة بانيوس كفالس الذي يغرس علم اليونان على حائط تريبوليتشا، وفي الجانب الأيسر الموتى والمنارة المهدومة.

عانى السكان الأتراك والألبان الذين كانوا يعيشون في شبه جزيرة بيلوبونيز من المذابح التي شنها العساكر اليونانيون، فقد عمل هؤلاء على إعدامات جماعية بحق جميع السكان الأتراك والألبان في المنطقة. ويذكر المؤرخون أنه تم قتل أكثر من عشرين ألف مسلم في شبه الجزيرة بمباركة قساوسة كنائس المنطقة. ويقدر بعض المؤرخون الآخرين أن عدد المقتولين من المسلمين 15 ألف. ويقدر المؤرخون أن عدد الذين قتلوا في مذبحة تربوليتشا يصل إلى 35 ألف شخص. وقام الجنود الروس واليونانيين في مدينة ميسترس عام 1770م بقتل أربعمائة تركي، وتذكر المصادر أنهم قاموا بإلقاء الأطفال الأتراك من أعلى المآذن.
ويذكر المؤرخ وليام اوجدن نيلس أنه تم قتل حميع الأتراك في مدينة باتراس خلال أعمال شغب في المدينة ما عدا أقلية صغيرة.
ففي أغسطس عام 1821 وفي نهاية المحاصرة التي أستمرت طويلاً فقد واجه الأتراك الذين عاشوا في قرية مونامفاسا الجوع. وحتى أنهم حاولوا أكل الجثث الميتة. وفي تلك الأثناء فقد قتل اليونانيون ستون رجلاً وامرأة قد استولوا عليهم بالبحر خارج أسوار القرية. وبعد ذلك فقد أعلن اليونانيون أنهم سينقلون الأتراك إلى الأناضول وفتحت الأبواب. ولكن قد سلب الأتراك القرية وقتلوا كثيراًمن الأتراك وبعد ذللك قد جعلوا مايقرب من خمسمائة تركياً يستقلوا سفينة ما وتركوهم على سطح جزيرة مهجورة على حدود الأناضول أما عن الذي بقي على قيد الحياة من بين الاتراك الذين واجهوا المجاعة قد تم أنقاذهم على يد تاجر فرنسى.
وطبقا لوليام س ت كلير فإن الإبادة في بيلوبونيز قد أنتهت فقط عندما لم يبقى تركياً يقتلونه.

#### مذبحة نافارين
إن الشعب التركى القائمين بمدينة نافارين والتي حُصرت من قبل اليونانين قد تضورا جوعاً وفي النهاية فقد قُرر إرسال الأتراك بشكل أمن إلى مصر. ولكن في يوم التاسع عشر من أغسطس عام 1821وعندما فتحت أبواب المدينة، هاجم اليونانيون الأتراك وقد تم قتل شعب المدينة بأكمله والبالغ عدده حوالي مايقرب من 3000ماعدا مائة وستون شخصا استطاعوا الهرب.

#### مذبحة تريبوليتشا
إن مذبحة تريبوليتشا واحدة من أكبر المذابح التي شُنت ضد الأتراك في المنطقة خلال تمرد بيلوبونيز. فيعتقد ثامثون جاردون البيريطانى الذي قَدم إلى المدينة بعد عدة أيام قليلة من استيلاء اليونان على المدينة، أنه قد تم قتل 8000 شخصاً. فقد تم التمكن من تحرير بعض النساء اللاتى اتخذن كرقيق من المذبحة وبعض الأتراك المشهورين الذين تم التحفظ عليهم من أجل الفدية. وأوضح جاستن مكارثى أيضا أن عدد القتلى في المذبحة خمسة وثلاثون ألف شخصاً. وتحدث أيضا نيدور كولوكوتورس عن المذبحة بهذا الشكل. فقد قتل العساكر اليونانيون النساء والأطفال والشباب منذ يوم الجمعة حتى يوم الأحد. ليصل مجموع عدد الأشخاص الذين قتلوا في تريبوليتشا وما حولها إلى إثنين وثلاثون شخصاً. وفي النهاية جاء ساعِ لتقف المذبحة.

### وسط اليونان
وقد سُلم 1190 تركياً الذين يتلاْمون لأداء 190 فقط لأداء الخدمة العسكرية في أثينا، وذلك بسبب الوعود التي قد أُعطت فيما يتعلق بسلامتهم. وطبقا ل أليسون فليس فإنه قد تابع مسرحية مرعبة تشبه إلى حد كبير ما في هذه الحرب المخيفة. ففي قرية أجرينو يعيش خمسمائة أسرة مسلمة ومائتى أسرة يهودية. ففي البداية قد قتل السكان اليهود وتلاهم السكان المسلمون.

### الجزر الإيجية
قُتل أيضا الأتراك الموجودون في الجزر الإيجية في عهد الهيمنة اليونانية. ففي مارس عام 1821 أعد اليونانيون هجوماً على جزيرة خيوس، وقتلوا الأتراك. فقام اليونانيون الذين تمردوا على العثمانيين في جزيرة خيوس بمهاجمة السفن التركية التجارية المارة من المنطقة والسفن الوافدة والمتجهة إلى الحج، وقتلوا المسافرين والبحارة. حيث أوضح ثيدروس كولوكرنس أنه تم قتل أكثر من تسعين مسلماً في جزيرة هيدرا وبخلاف المذابح التي أستهدفت السكان المسلمين لجزيرة هيدرا إلا أنه تم قتل أيضا كامل المسلمين الموجودين بالسفينة.

## المذابح التي شنهاالبلغاورين

### تمرد إبريل
في بداية الثورة البلغارية التي شُنت في إبريل عام 1876، تعرض المئات من الأتراك للقتل. ويُعتقد في بعض المصادر أن عدد الأتراك المسلمين الذين قتلوا قد وصل إلى ألف شخصاً. حيث كتب ستندروف شو أنه قد تم قتل أربعة ألاف قبطياً مدنياً في بلغاريا، وأن المسلمين الذين قتلوا أيضا كان أعدادهم أكثر من ذلك بكثير. فأوضح أن المذابح كانت متبادلة ما بين قرى المسلمين والأقباط. ووفقاً لأقوال لورد كنروس فإنه قال«أنهم هاجموا الأتراك المسلمين بطريقة وحشية وبدأوا باغتيالهم». وقال دانيس ب هبتشك «إن الثوريون الموزعين والذين تم تسليحهم بطريقة سيئة، قد ألقوا الأغانى الوطنية والتي كُتبت حديثا ولم يفعلوا أي شئ غير مقاطعة جيرانهم الأتراك والذين كانوا أغلبهم سلميين.» وقال ستندروف شو «انتشرت الثورات وبدأت المذابح المناهضة لمئات المسلمين، وتم الاستيلاء على القلاع الرئيسة للعثمانيين والتي بالقرب من ميناء البلقان».

### المذابح الأخرى التي قام بها البلغاريون
أثناء الحرب الروسية العثمانية وجدت معاناة أيضا من المذابح التي قام بها البلغاريون. وطبقاً للتاريخ العثماني فقد استولت العصابات البلغارية عام 1908 على القرى الموجودة في البلقان وقتلوا المسلمين الموجودين بها. ففي نوفمبر عام 1912, قتل البلغاريون ثلاثين مسلماً من قرية استروميكا الموجودة بمقدونيا.
ومن جديد في نهاية عام 1912 شن البلغاريون مذبحة ضد المسلمين استمرت شهراً في مقدونيا وقد قتلى حوالى ثلاثة أو أربعة ألاف شخصاً.

## الحرب الروسية العثمانية 1877-1878
يوجد معلومات متضاربة حول كم الخسائر التي حصرت خلال الحرب الروسية العثمانية.أفاد ريتشارد كرامبتون ان المجتع التركى وصلت اعدادة من 130.000 إلى 150.000 وأن نصف هذا العدد استمد قوتة من مؤتمر برلين ليعود مرة أخرى خلال فترة العودة.كما اشار دنيس هاتشبوك وجاستن مكاثى أن 500.000 شخص اصبحوا من اللاجئين وان 260.000 فقدوا).يدعى كمال كاربات أن 300.000 شخص قتلوا و 1-1.5 مليون اخرين أجبروا على الهجرة. يعطى ناديم ايبك نفس الاحصائيات. وفقا لمصدر امريكى انه خلال الحرب قتل حوالى 400.000 تركى وأرغم مليون تركى اخرون على الهجرة.
اوضح القائد الفرنسى روميو في تقرير ارسله لوزارة الحرب الفرنسية انه في خلال عام 1878 والأعوام التي تليها ان الارمن مارسوا أعمال ارهابية ضد الشعب التركى وكنوا لهم الكراهية. في يناير 1878 عندما جاءت القوات الروسية والتطوعين البلغاريون إلى الجنوب مارسو أعمال العنف والقهر ضد الشعب.
.تحتوى التقارير البريطانية الخاصة بتلك الفترة على معلومات تخص تلك المجازر. وفقاً لهذه التقارير هناك 96 من اصل 170 منزل ومدرسة احرقوا في قرية ايسوفا. وقتل أهل قرية سوفورا. وقبل ذلك احرق 13 منزل وجامع ومدرسة من اصل120. ومن قرية كوزلوجا قتل 18 تركي وأحرقت أجسادهم. وقتل أيضا مسلمو مدينة كازانلك. وفقاً للتقرير الإنجليزية في قرية مولفيس القريبة من مدينة كازانلك قام الروس والبلغاريون بخطف 127 تركى بهدف قتلهم. 20 منهم قتلوا اثناء محاولتهم الهرب. وفقاُ للمصادر العثمانية ان أكثر من 400 شخص قتلوا. وقتل 11 شخص في قرية كتشيدار القريبة من مدينة شبكا. في فترة 1878 و 1881 حين فقد العثمانيين اراضيهم في القوقاز افادت مصادر روسية ان حوالى 82 ألف مسلم هاجروا إلى منطقة قارص.

## حروب البلقانوالبلقان أثناء الحرب العالمية الأولى

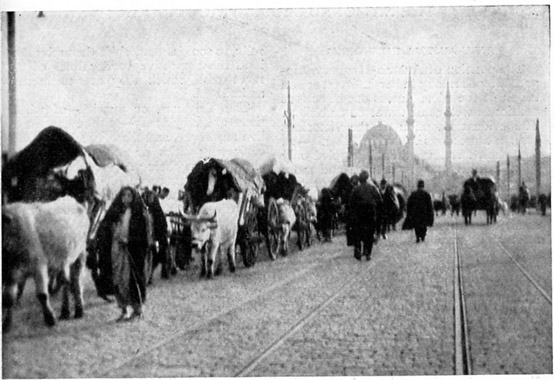
المهاجرين الذين انتقلوا من البلقان أثناء حرب البلقان الأولى إسطنبول 1912

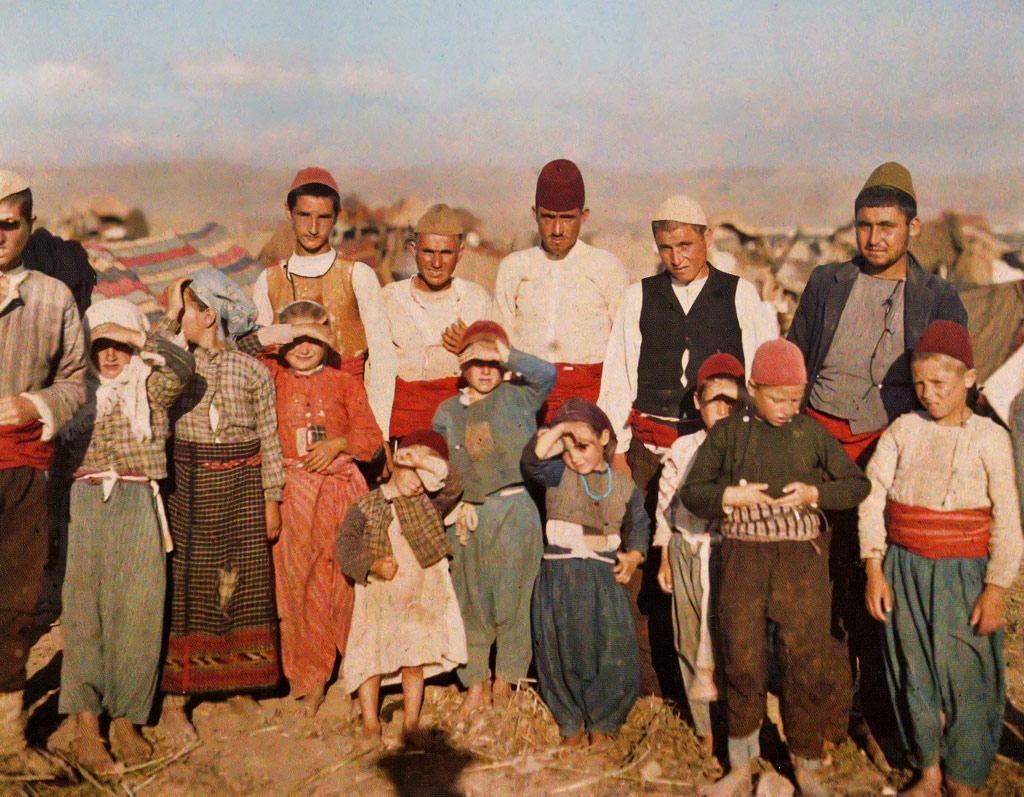
المهاجرين الأتراك الوافدين من أدرنة

قد سُردت المذابح التي قد شنها البلغاريون واليونانيون والأرمن ضد الأتراك المسلمين وبشكل مفصل في تقرير كارنيغى اندومنت وذللك عام 1912. حيث يعتقد دنيس هوبتشك أنه في نهاية حروب البلقان قد تم قتل ما يقرب من مليون ونصف مسلماً ونتج عنها ربعمائة ألف لاجئاً.
وطبقا للتقارير العلمية فإنه أثناء حروب البلقان قد شُنت مذابح مناهضة للألبان من قبل جيوش صربيا والجبل الأسود. فأثناء حروب البلقان الأولى ومابين عامى 1912 و 1913 قد اقترفت صربيا والجبل الأسود جرائم حربية عديدة ضد الشعب الألبانى وذلك بعد استبعاد القوات العثمانية من جمهورية كوسوفو وألبانيا. وبهدف تناول هذه الجرائم قد كونت مؤسسة كارنيغي للسلام الدولي مجلساً وأرسلته إلى البلقان عام 1913 حيث يُخمن أن أعداد الضحايا الموجودين بكسوفو التي تحت سيطرة جمهورية صرب قد وصل عددهم إلى خمسة وعشرين ألفاًفي الشهور الأولى. فطبقا لجوزيف حمزة فإنه قد تم قتل أكثر من ثلاثة مائة ألف تركياًفي مقدونيا ومقدونيا اليونان وذلك أثناء حروب البلقان. واضطر بعض الأتراك إلى أعتناق الدين المسيحي. وقد تم قتل مائتى ألف في بوروى وعشرة آلاف في سيرس وخمسة ألاف تركياً في أدرنة. حيث أوضح تقرير كارنيغى أندومنت أنه أثناء الهيمنة على سيرس من قبل البلغاريون قد تم قتل السكان الأتراك بعد فترة وجيزة. وكتب جيستن مكارثى أنه بعد دخول البلغار إلى دراما قد تم قتل المئات من المسلمين. وفي التاسع عشر من نوفمبر عام 1912 قام بلغارى أليكساندروبولي «متطوعى مقدونيا» بسلب ونهب أحياء مدن المسلمين وقتلوا أكثر من مائة مسلماً.

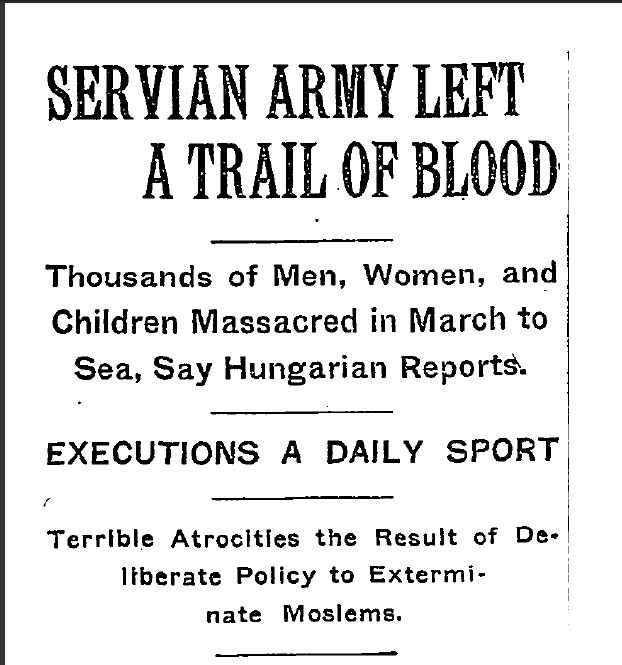
خبر نيويورك تايمز الذي يتعلق بالمذابح التي شُنت ضد الألبان المسلمين على يد الصرب في البلقان 31ديسمبر 1912

وقد أوضح فريدز ماجنيس المحرر بجريدة ريجرت الدنماركية مؤكداًأنه تم قتل ثلاثة ألاف ألبانياً في منطقتى كومانوفو وسكوبيه على يد الصرب. وهدموا قرى الألبان حتى أنهم تعقبوا سكانها كالفئران. مضيفاً تفاخر عساكر الصرب بهذا. وفي مدينة بريشتينا قد قام مسلمى الألبان بنزع العلم الأبيض من قلعة المدينة وخدعوا الصرب وقتلوا كثيرا من الصربيين. ولهذا بمجرد دخول جيش الصرب إلى المدينة، تهجم على الشعب وبدأ بقتل المسلمين من أجل الانتقام.
حيث يُعتقد أن أعداد الألبان الذين قتلوا في الأيام الأولى من حكم الصرب للمدينة، قدوصل إلى خمسة ألاف شخصاً  وفي فريزوفيك فسيطر الصرب على المدينة ضد انتفاضة الألبان. وبعد سيطرة الألبان على المدينة، أمر قائد جيش الصرب بالدخول إلى منازل الشعب وتسليم أسلحتهم؛ فقد قُتل مابين 300 إلى 400 شخصاً قد بقوا من بعد الانتفاضة. وتواصلوا بهدم قرى المسلمين المحيطة بفريزوفيك. وأثناء الحرب العالمية الأولى قد شن اليونانيون الموجودين بدوكست مذبحة مناهضة للأتراك بالمنطقة وذلك عام 1914، ونهبوا أموالهم. ووقع اليونانيون على وثائق تتعلق بترك أراضى الأتراك لليونانين. وقد تم قتل 300 تركياً بواسطة الهراوات الحديدية في المنطقة وفي إذيسا. فقد أوضحت الوثائق العثمانية أنه قد قام الروم «باضطهادات ومذابح» في أليكساندروبولي والتي انضمت للحكم اليوناني. ومابين عامى 1912 و 1922 استمرت المذابح في المنطقة بشكل مكثف. وطبقاً لتقرير كارنيغى اندومنت فإنه تم قتل الأتراك في المنطقة على يد المسيحين والصرب واليونانيون والبلغاريون، وكذلك الألبان قد تم قتلهم على يد الصرب  أما في جمهورية كوسوفو وجدت حركات للتوجه إلى فكر الصرب مقللين أعداد المسلمين. واستمرت المذابح التي شُنت على الألبان حتى عام 1914.

## المجازر التي ارتكبها الارمن في 1905-1920

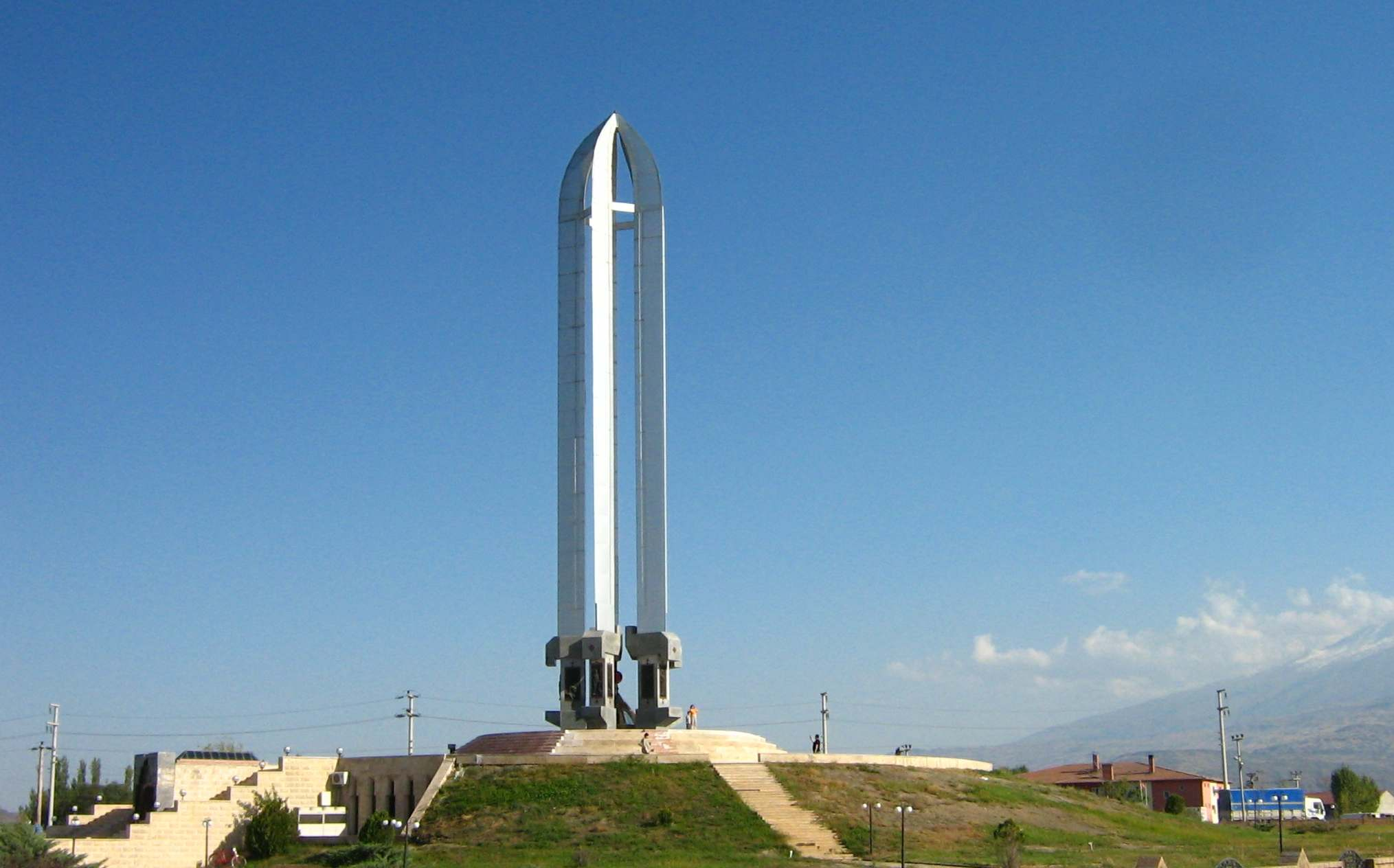
متحف وتذكار للشهداء الأتراك الذين قتلوا على يد الارمن

المادة الاساسية: مسرح احداث الشرق الأوسط خلال الحرب العالمية الأولى والحملة القوقازية وعصيان الارمن
ارتكبت المجازر ضد القوقاز والأرمن والأتراك والأكراد. يرجح حاستن مكارثنى أن سبب ذلك انهم أرادوا ان يضموا الولايات الستة إلى حدود الدولة الأرمنية حيث شكل الأرمن نسبة 19% (39% وفقاً للمصادر الأرمنية)، مثل هذا المعدل المنخفض أدى إلى مساعٍ لتقليص عدد المسلمين في المنطقة.

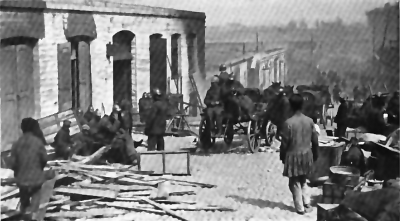
مظهر منازل المسلمين بعد احداث مارس في باكو

أفاد اوفانس كاتشازونونى بحدوث احداث دامية بين المسلمين والارمن خلال 1905-1906. يمكننا القول أن في عام 1914 بدا الأرمن هذة الأفعال ضد الأتراك. في عام 1905 اصدر وإلى وان ارام القائد الروسي امراُ بقتل الكرد في المنطقة ولكن اوضح ارام أن الامر لم ينفذ. يوضح لنا الارشيف العثماني أن في الأعوام ما بين 1910-1922 أن 523,000 ترك قتلوا على يد الأرمن. وفقاُ لهودافندجار اونر في الأعوام 1914-1918 فقد الشعب الميلم حياته بعد ان كان عددهم 3 ملايين أصبح 2.5 في تلك الأحداث. ورد في مكتوب ارسلته وزارة الخارجية الفرنسية لسفارة باريس في روسيا 14 مايو 1915 أن خلال عصيان وان قُتل 6000 مسلم في المنطقة. افاد جنرال روسي بارتكاب الارمن تجاوزات ضد المسلمين ايضاً. تحدثت السفارة النمساوية عن المجازر التي ارتكبها الأرمن ضد الاتراك على نطاق واسع لكنها لم تحدد من الذي بدا هذا الصراع 19 أغسطس. في عام 1916 سيطرت الجيوش الروسية على أرضروم في 16فبراير  وعلى أرزينجان في يوليو. مارس المقدم الروسي تفردوهليبوف أعمال القمع والعنف لكى يجمع الاسلحة من يد الشعب الارمنى في ربيع عام 1917. ومع انسحاب الجيس الروسي بدات المذابح تزداد. عام 1918 قتل الأرمن 800 تركى مدني في أرزينجان. خلال انسحاب الارمن من أرزينجان قتلوا الأتراك الذين قابالوهم في الطريق. قًتل الاتراك الذين لم يستطيعوا الهرب من الارمن في العزيزية. قتل كل مسلمى تيبيكوى في 17 فبراير1918. وُجدت اجساد الأتراك الذين قتلوا في تيبيكوى خلال التنقيب الذي قامت بة جامعة أتاتورك واثبت ان اعدادها 150. في 26 فبراير 1918 قتل الأرمن جميع المسلمين الذين قابلوهم في طريقهم أثناء انسحابهم من تيكيدرسية، وكانوا يسرقون حيوانات القرويون. في 27 فبراير 1918 قتل الأرمن أتراك قرية الاجا مدين أرضروم. بدا الأرمن يحرقون أسواق الأتراك في أرضروم. في ليلة 26-27 عام 1918 قتل الارمن 3000  من 8000  0 من مسلمين أرضرووم. أوضح المقدم الروسي تفردوهليبوف في نهاية فبراير 1918 أن الاتراك الموجودن بالقرب من أرضروم قد اخرجوا من قراهم.

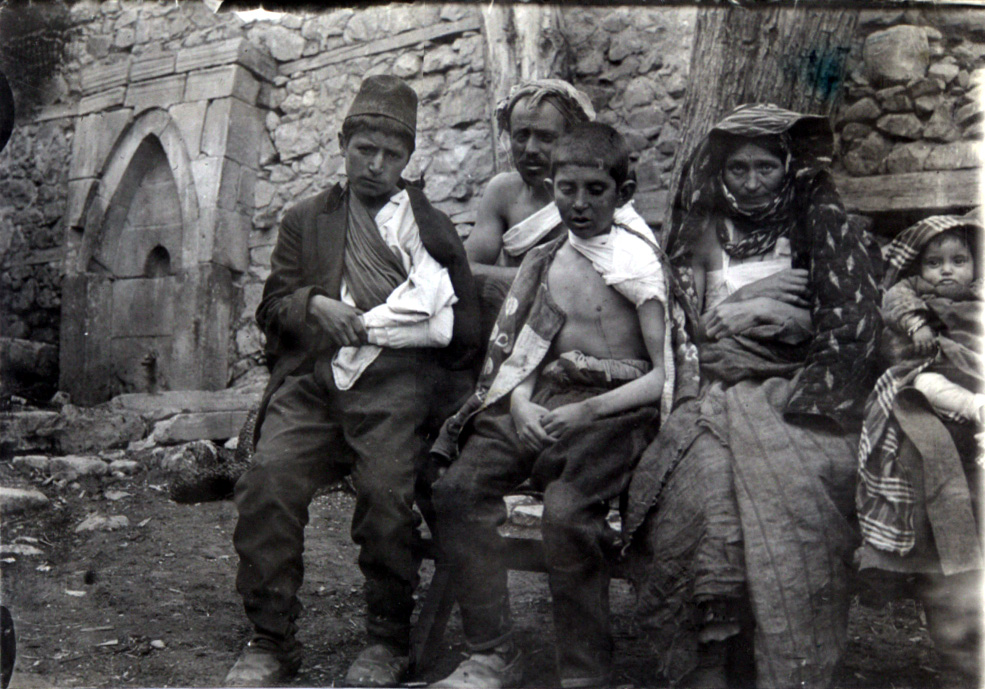
اللاجئين الاتراك الذين جرحوا اثناء المواجهات في حسن كالى

في ديسمبر 1918 تعرض شعب اولوهانلى وكامرلى وديريليز للظلم من الأرمن. أوضح الجيش العثماني في مايو 1918 الذي سيطر على المنطقة أن الارمن قتلوا 250 من المسلمين حرقا. في يوليو 1919ارسل المقدم الامجليزى مكتوبا لمقر الرئاسة موضحا فيه ان الارمن ارتكبوا المجازر من اولتو حتى حدود بايزيد. وفقا لوثيقة عثمانية في 16 فبراير 1919 بعد ان قتل الارمن مسلمى قريتا نخجوان وشارور القوا بجثثهم في نهر اولتو وانهم هاجموا 45 قرية. في مقابل تلك المجازر الحادي والعشر من القوقاز نقلوا إلى المنطقة وانتصروا على العصابات الارمنية. اوضح المقدم الارمنى في تقريراً مجمل خلال الانقسامات الارمنية، أن ما يقرب من 30 قرية تركية تم السيطرة عليها وقتل اهلها ونهبوا ويوضح رغبتة في الحصول على أذن لمهاجمة 29 قرية أخرى. في عام 1920 اوضح ضابط ارمنى في تقريراً له ان أهل باسار-جتشار قتلوا دون تميز.

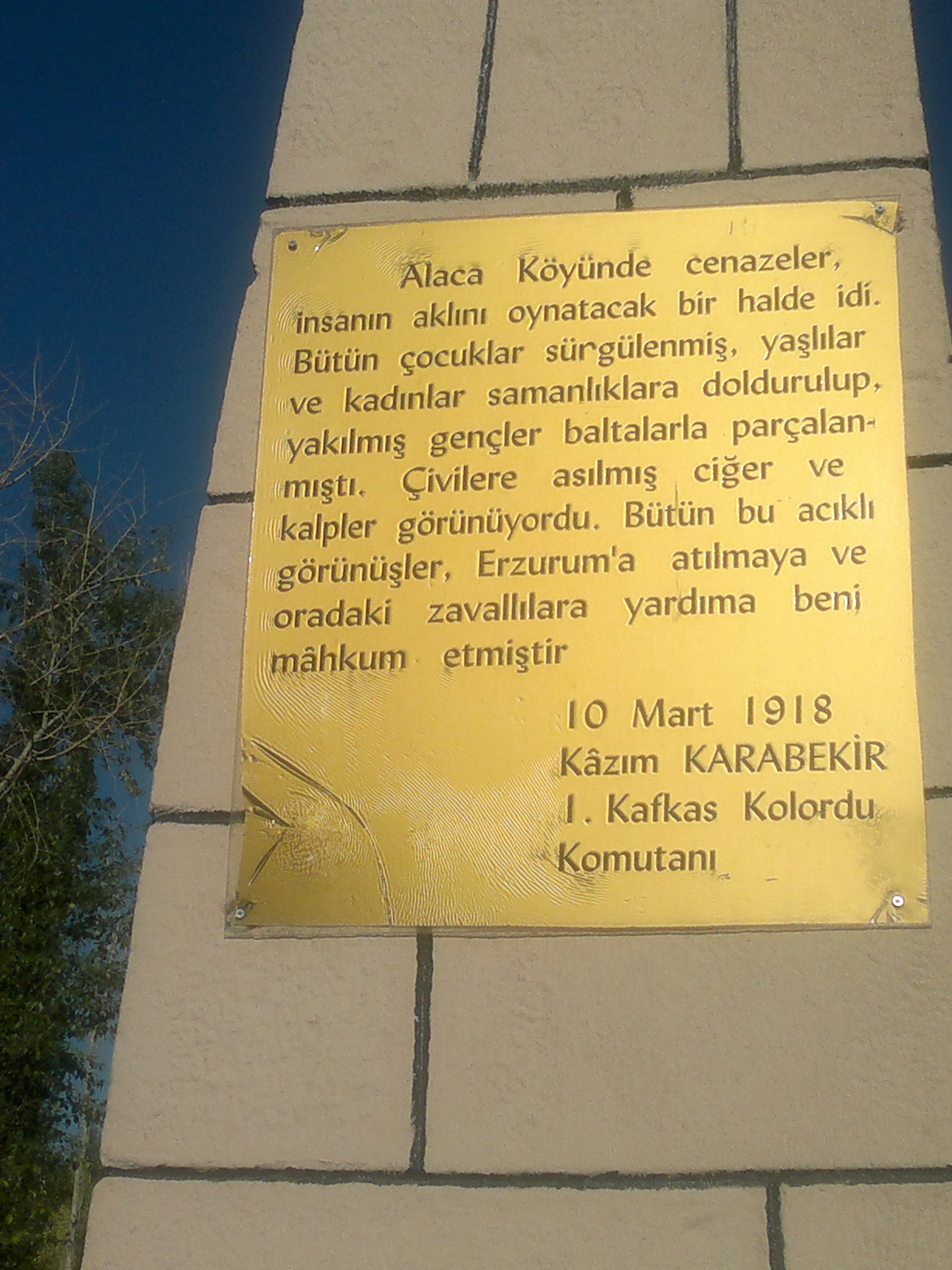
ذكرى الشهداء الذين قتلوا في ارضروم مارس 1918

وفي اعقاب عام 1920 القرى الموجودة في قارس قتل اهلها من الاتراك والكراد، ونهبت القرى. وفقاً لوثيقة عثمانية في 4 ديسمبر 1920 ارتكب الارمن المجازر في 13 قرية تابعة لساريكميش وفي ذلك النطاق قتل 1975 شخص وخربت 267 خمارة. اوضح احمد اسد اوراس ان الارمن ارتكبوا المجازر دون تفريق بين الرجال والنساء وذلك وفقا للمصادر الروسية. الشعب الارمني المقيم في الولايات المتحدة المريكية كان مؤيد لعدة المجازر.
في تلك الفترة هناك عدة تقرير تفيد بتسبب الارمن بالاضرار في جوامع الاتراك والمباني العامة. فيما بعد في عام 1920 عقدت اتفاقية غيومرى والتي وفرت الأمن لارواح وممتلكات المسلمين. فيما بين 30 مارس و 3 أبريل عام 1918 في احداث مارس ومجازرة 3000 إلى 12,000 ازرى ومسلمون صنفوا تصنيفاً عرقياً اخرون قتلوا.
حرقت منازل الازرين وكل من اعتقدوا أنة ازرى.
يعتقد أن في مارس 1920في منطقة جمهورية ازربيجان الديمقراطية التي تقع تحت سيطرة الارمناحرقت منازل 300 مسلم وقُتل اهلها.

## حرب الإستقلال التركية

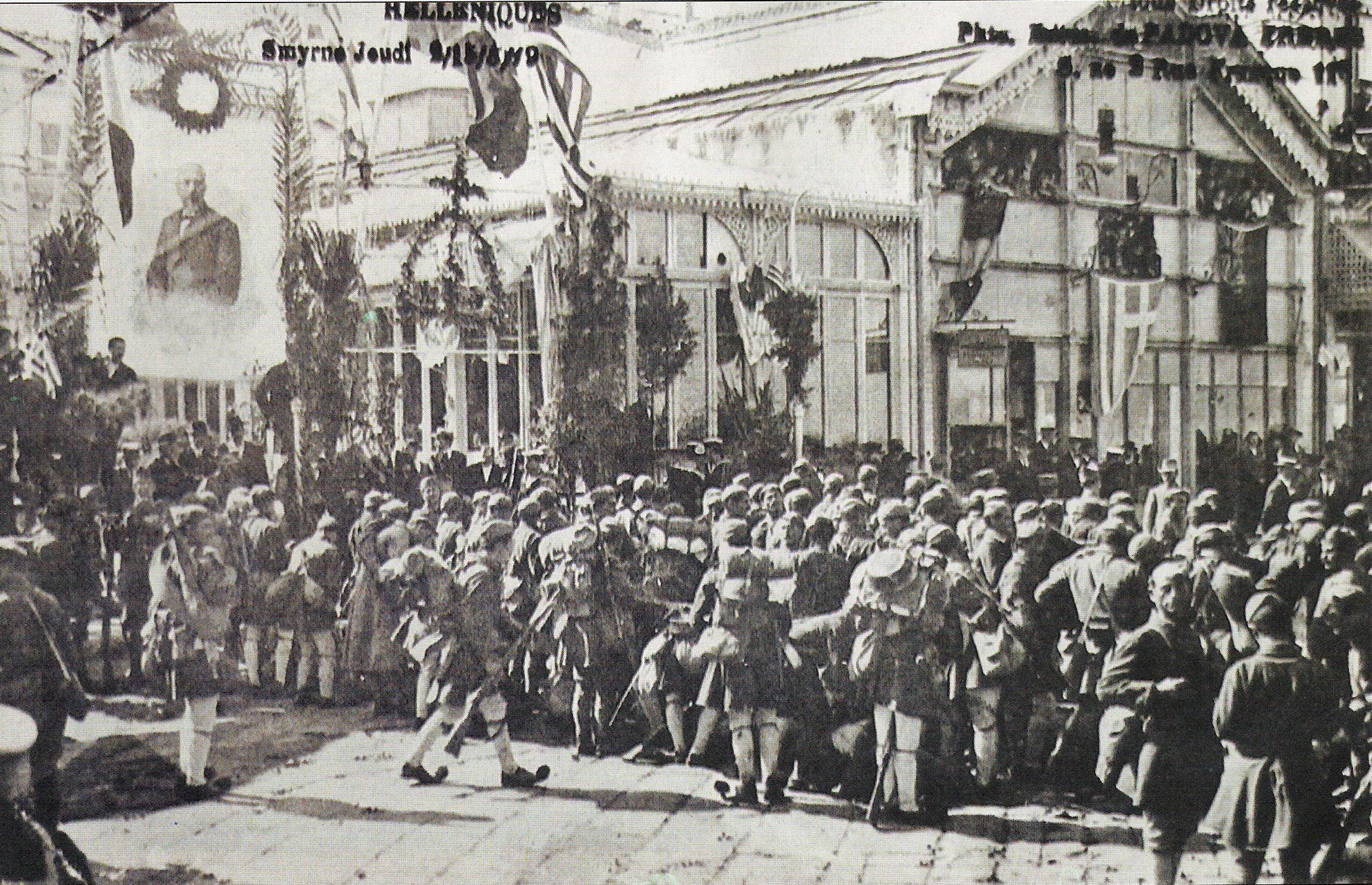
الجماعات اليونانية في إزمير

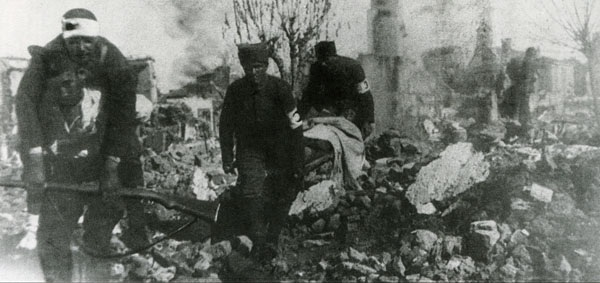
بالقرى التي أحرقها جماعات اليونانيون أثناء انسحابها، يحمل المسعفون المصابين. (أغسطس 1922)

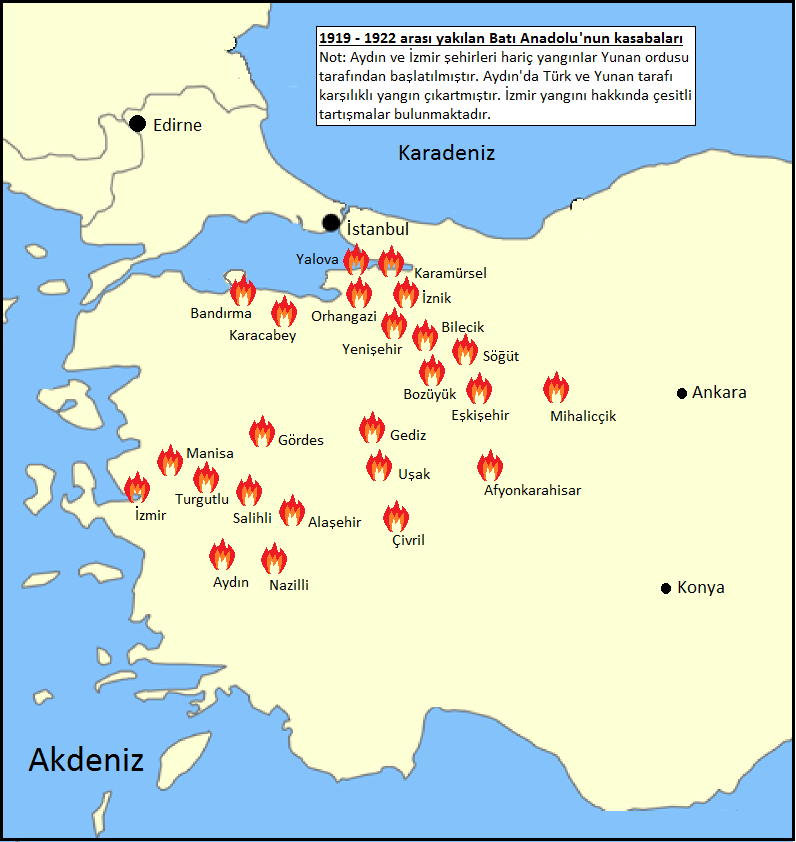
القرى التي تم حرقها بغرب الأناضول

بعدإحتلال إزمير يومى الرابع عشر والخامس عشر من مايو قامت مجموعة من اليونانيون بقتل جزء من السكان الأتراك بالمدينة. وأثناء تلك المذبحة تجول عصابات الروم بالشوارع. ووفقا لمصادر مجموعة دول الحلفاء قد قُتل مابين 300إلى 400 تركياً يوم الخامس عشر من مايو عام 1919. وبمجرد توجه الجيش اليونانى إلى قلب الأناضول مباشرة قد واجهوا التجاوزات والخراب. حيث أعلن هارولد أرم استرونج وهو واحد من العساكر البريطانين المسؤلين أنه بمجرد دخول الجيش اليونانى من إزمير إلى قلب الأناضول قام بقتل المدنين وسرقتهم وحرقهم. وكتب أرنولد توينبي أنه وبعد احتلال إزمير على يد اليونانيون في يوم الخامس عشر من مايو عام 1919 فإنه قد تم تمرير الوحشية بشكل منظم. حيث أوضح أنه قد شهدت مناطق مثل إزمير ويالوفا وحتى جمليك ظلماً، وحتى أن تلك المناطق المذكورة قد تعرضت المنازل بها للسرقة والهدم. وكتب مرخورى هوسبين أنه قد تم قتل أربعة ألاف مسلماً في أزمير والتي كانت تحت الاحتلال اليوناني.
ووفقا للأخبار التي انبثقت من مانيسا فقد قام الجيش اليونانى بضرب الأتراك وقتلهم. وقد وقع الظلم على المسلمين في قرى شتالجا وهدم كوى من قِبل المجموعات اليونانية. وفي يومى السادس عشر والسابع عشر من يونيو وفي مدينة منمن قام الجيش اليونانى بمذبحة والتي تعرف بمجزرة منمن. ووفقاً لمصادر أوربية فقد وصل أعداد الذين قُتلوا بتلك المذبحة مالايقل عن مائتى تركياً وإصابة أكثر من مائتى تركياً أخرين. ويُعتقد ببعض المصادر التركية بوصول تلك الأعداد إلى ألف تركي. وقد أوضح هدكين سون وهو من رواد مجموعة دول الحلفاء، الظلم الذي وقع على الأتراك على يد اليونانيون وذلك في مدن تورجتلو وإزمير ونازللى. ووفقاً لتقرير بحث الهيئة، فبعد هدنة مودروس قامت عصابات الروم بكثير من السلب والنهب وقتل الأتراك وذلك حول مدينة إيفاليك. وأثناء الأيام الأولى من الاحتلال قد أدان الجيش الونانى بعض العساكر ورجال العصابات لحرقهم مدينتين.
وتوضح المصادر العثمانية بأن اليونانين قد قاموا بقتل الأتراك في مدينتى أك هيسار وجوريوس وحرقوها. وأوضح هنرى فورد بقيام العساكر اليونانيون بالتجاوزات على النساء الأتراك بشكل مبالغ فيه في المنطقة التي تمتد من أزمير حتى كونيا. واستخدم العساكر اليونانيون الشدة والحزم مه الأهلى الأتراك في منطقتى أسكي شهر وأفيون قره حصار. وأوضح جونس كلومودين أن المجموعات اليونانيية أثناء أنسحابهم حرقوامائتى وخمسون مدينة ومهدوا الطريق لحريق ازمير عام 1922. وأوضح أيضا أنه قد امتلأت المساجد بالقرويين ببعض المناطق وتم احراقها. وبتاريخ الرابع عشر من فبراير عام 1911 وفي تلك الفترة قد امتلأت المساجد بأهالى فريتين قريبتين من قرتبة والتي متصلة بإزمير. وبعد ذلك قد نشب حريق بالمساجد مستخدمين البترول. وتم قتل المجموعات المكونة من النساء والأطفال والصبية. وعندما تراجع اليونانيون من غرب الأناضول طبقوا سياسة الأرض المحروقة. وقد صور المؤرخ الإسكتلندى كنروس الانسحاب اليونانى بما يلى:-"إن أغلب القرى التي كانت أمامهم (الجيش اليونانى)كانت مدمرة في الأصل. فالذي استطاع ان يبقى صامد500 مبنى فقط من أصل 18 ألف مبنى في مانيسا المدية التاريخية القديمة. وكتب مؤرخ الشرق الأوسط نلتون قشرعن الموضوع السابق ذكره مايلى:-"تبنى جيش اليونان المرتد نظرية سياسة الأرض المحروقة، وطبقوا كل الأساليب الوحشية على الأترك العزل ". وفي عام 1929 أوضح جرجى سلدس أن المذابح التي شنها اليونانيون ضد الأتراك في الأناضول قد كانت أكبر بكثير من التي شنها الأتراك ضد اليونانيون.
وفي منطقة جنوب شرق الأناضول قام العملاء الأرمانيون والفرنسيون بعمليات قتل وضرب وسرقة ونهب مناهضة للأتراك. أما في منطقتى أيجه ووسط الأناضول فقام المنتفعين من الاحتلال اليونانى بعمليان قتل وضرب واغتصاب وسرقة ونهب. وقد شُهدت المذابح في كل حدب وصوب. أما عصابات الروم فقامت أيضا بفرض بعض الضغوطات والإكراهات في إسطنبول. ^ a b c d e Mustafa Turan ولم توجد أي وثائق موثقة فيما يتعلق بفرض الإيطاليون أيضا أي ضغوطات. حيث استمرت بعض الضغوطات المفروضة على الأتراك بشكل ممنهج. وفي نهاية حرب الاستقلال تم عقد دراسات فيما يدور حول أيطن وبحث الهيئة الذي قد تكون من المحققين. فقد أُطلق على هذا التقرير «تقرير بحث الهيئة»
المادة 32:- يقوم العسكر اليونانيون الذين يسيطرون على كامل الطرق التي ترتبط بالضواحى حتى القسم الشمالي للمدينة، بقتل القسم الأكبر من الأتراك الأطفال أو الشباب أو حتى النساء الذين يحاولون الفرار من الضواحى التي تحت تأثير الحريق.
المادة 40 :- يتسبب الاحتلال لولاية أيطن من قبل القوات اليونانية خسائر مادية فادحة فيما يتعلق بالمحصول أو الممتلكات.
إن الجيش اليونانى الذي قد إنهار في نهاية معركة دوملوبونار قد بلغ أشده في ارتكب الجرائم العديدة وعمليات السلب والنهب والتي كانت يومى التاسع والعشرون، والثلاثون من شهر أغسطس. وقد سلبوا مخزونات ولاية أيطن من التين والشمندر والفاصوليا مما أدى إلى خسارة فادحة في الوضع المالي. ليصل حجم الخسارة المالية في النهاية إلى حوالى مايبلغ من 1,2 مليون جنيهاً إسترليني. أما عصابات الروم فقد سلبوا أيضا مائات من الأبقار من الشعب في منطقة إيجه. وأاثناء تراجع الجيش اليونانى قد عملوا على عدم ترك أي شيئاً يستطيع أن يستخدمه الأتراك. حيث فجروا السكك الحديدية والكبارى وحرقوا الكثير من القرى. ففي نهاية التجاوزات والحروق والنهب التي قد شُنت ضد الأتراك المدنين وأثناء تراجع الجيش اليونانى تسببوا بتراك ما يقرب من مليون تركياً مشرداً لا نَاَرَ لَه ولاَ قَرَارَ.

## ردود الفعل والتقارير الأكاديمية والتذكار

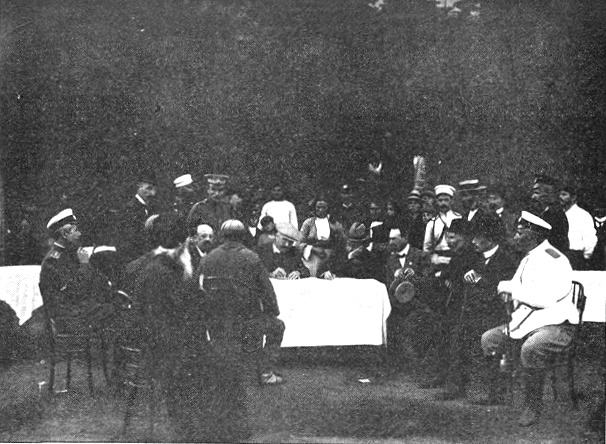
المجلس البلدى الذي ارسلتة مؤسسسة كارنيغي للسلام الدولى

يوجد في تركيا كتب ومقالات حول الفترة إلتى تعرض فيها الأتراك المسلمون للقتل الجماعى (المجازر).بالأضافة إلى تلك التقارير أضُيف إليها تقارير الأرشيف. نشر الارشيف الخاص برئاسة الجمهورية التركية مجموعة وثائق بأسم «القضية الأرمنية» ومن ضمن هذة المجموعة ما يتعلق بالمجازر. ذُكرت ايضاً تلك المجازر في الوثائق الخاصة بقوات الأحتلال. فيما عدا ذلك جاستن مكارثنى «الموت والنفي»  باسمها الاصلى (Death and Exile: The Ethnic Cleansing of Ottoman Muslims, 1821-1922)فقد تناول في ذلك الكتاب قضية المجازر. تم تناول قضية المجازر ايضاً من مصادر غير تركية.كم ورد عن حزب الطاشناق الذي يرأسة اوفانس كاتشازونونى في تقرير اسمة «لا يمكن فعل شئ», الجنرال الروسي l.h بولهوفيشيون تحدث في تقرير أرمنى بتاريخ 11 ديسمبر 1915 عن تلك الأحداث. في تقرير كتبة اشخاصُ معروفون قاموا بابحاث في نهاية حرب الاستقلال التركية والمناطق المحيطة بمنطقة أيطن وكونوا وفد في تقرير مكتوب باسم «تكتيك», يحتوى على معلوات خاصة بالمجاز والقتل الجماعي.
كما توجد وثائق عثمانية عن المجازر إلتى ارتُكبت خلال فترة حرب الأستقلال التركية  وحاول العثمانيون اعطاء خبر لممثلى دول الأئتلاف عن تلك التقرير.
هناك بعض المصادر التركية والعثمانية التي تسمى المجازر بأسم «الإبادة الجماعية». يتحدث القديس ويليام كلير عن المجازر التي حدثت اثناء حصول اليونانيون على استقلالهم في شبة جزيرة مورا واصفاً تلك الأحداث بالقتل الجماعى.
يدعى مارك لفينيه ان الشعب في عام 1870 خلال فترة فيكتوريا، اتجة أكثر ألى المجازر التي ارتكبت ضد المسيحين على الرغم أن ألتى ارتُكبت ضد المسلمين كانت على نطاق أكبر.يؤكد ليفينيه، أن القوى المهيمنة في كونجرس برلين قد شرعت التطهير العرقى من اجل تاسيس الدولة القومية في البلقان.
تحدثت مؤسسة كارنيغى للسلام الدولى في تقريريها الخاصان بعامى 1912 و 1914, عن مجازر منطقة البلقان بشكل مفصل.
يقول مارك مازور، أن المجازر التي ارتكبها الصرب "لم تكن بهدف القتل الجماعى ولكن بهدف الأنتقام. يقول أحد القادر النرويجيون هنرك اوجست انجل ان الصرب يسمون الشرق "بالشيطان " "منطقة الظلم المخيفة ".
قال Dimitrije Tucović معلقاً عل تلك المجازر: نحن (الصرب) عملنا عل قتل جميع الأقوام بشكل متعمد. لقد قبض وهو يرتكب الذنب ولم نمنعة. نحن الآن مجرين على ان ندفع ثمن اخطائنا....الاراضى الصربية في حروب البلقان إلى جانب اعدائنا في الخارج، مما ازاد العبء علينا.
كانت تنُظم مظاهرات حاشدة في المدن إلتى بها عدد كبير من المسلمين خلال فترة الحكم العثماني للتنيد بالمجازر ضد المسلمين. كان الشعب العثماني لتلك الفترة يرى أن المجازر التي ارتكيها اليونان خلال احتلال الأناضول ضد المسلمين ليست إلا تدخلاً يهدف إلى ابادة الامة المسلمة.
وصفت لجنة حماية الحقوق العثمانية في ازمير مجازر 1919, (بانها تدخل يونانى يهدف لمحو الهيمنة المسلمة الكبيرة في المنطقة).
احتلت المجازر مكانة في اعلام الغرب.
تدعى تركيا في اطروحة أن المجزر الأرمنية ضد الأتراك المسلمين لم تكن قتل جماعى.
أدعى باراك أوباما خلال خطابة في 24 أبريل 2011 أنه في الأتحاد الامريكى التركى أنه نفى المجازر والتطهير العرقي الذي تعرض له الأتراك.
يزور حوالى 4 الف شخص متحف وتذكار الشهداء الذين قتلوا على يد الأرمن في اغدير كل شهر. يصل ارتفاع التذكار إلى 43.5 متر، ويحتوي علة مصادر خاصة بالمجازر.